# Woltyżerowie

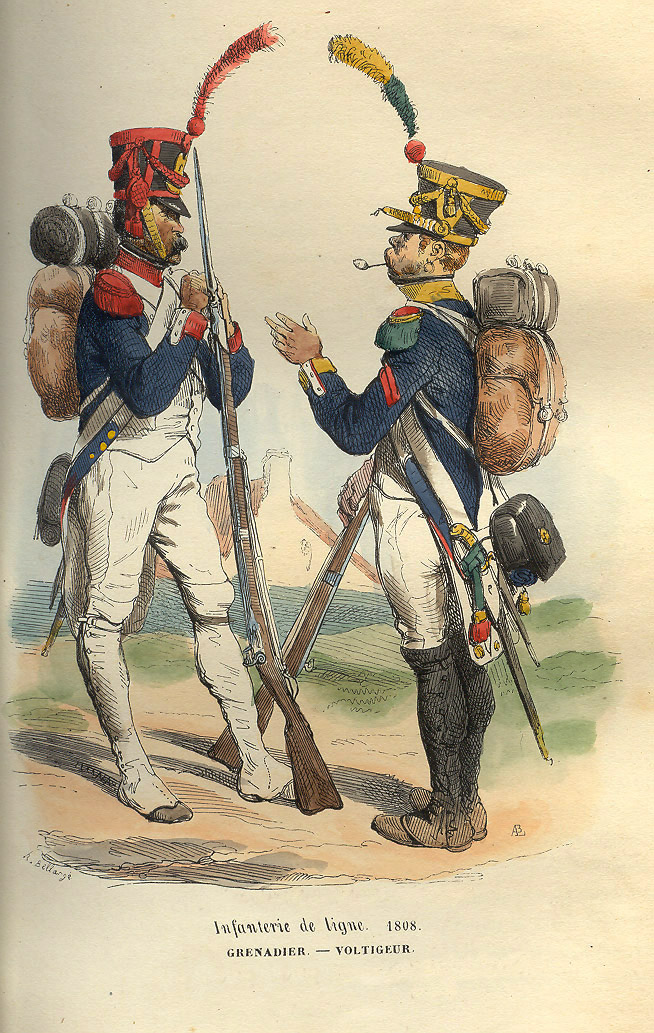
Francuski grenadier (z lewej) oraz woltyżer (z prawej), 1808

Woltyżerowie (fr. voltigeur) - formacja wojskowa występująca w wojskach napoleońskich na początku XIX wieku. Były to jednostki wyborowe i wyszkolone do walki  w tyralierze.

## Styl walki i opis formacji
Do kompanii woltyżerskich wybierano żołnierzy posiadających duże umiejętności strzeleckie. Oddziały woltyżerów były karne, dobrze wyszkolone i wyposażone. Woltyżerowie byli przeznaczeni do działań rozpoznawczych, osłonowych, ubezpieczeń przemarszów oraz skrytego nękania nieprzyjaciela. Mieli także swoje miejsce podczas frontalnego ataku kolumnowego, wówczas kompania woltyżerska szła tyralierą przed frontem nacierającego oddziału.

## Organizacja
Kompanie woltyżerskie zostały utworzone w pułkach lekkiej piechoty w roku 1804, a w pułkach piechoty liniowej rok później. 
Początkowo batalion piechoty liczył 9 kompanii z czego:
- 1 kompania grenadierska,
- 1 kompania woltyżerska,
- 7 kompanii fizylierskich.

W latach 1806–1807 liczbę kompanii w batalionie zmniejszono do 6 kosztem kompanii fizylierskich, zwiększając tym samym mobilność batalionu. Liczbę batalionów w pułku zwiększono do 5, lecz ostatni liczył tylko 4 kompanie (batalion zakładowy).
Kompanie grenadierska i woltyżerska zwane były kompaniami wyborowymi, co świadczy o randze i pewnej elitarności woltyżerów. W Gwardii Cesarskiej woltyżerowie byli w 19 pułkach.

## Umundurowanie

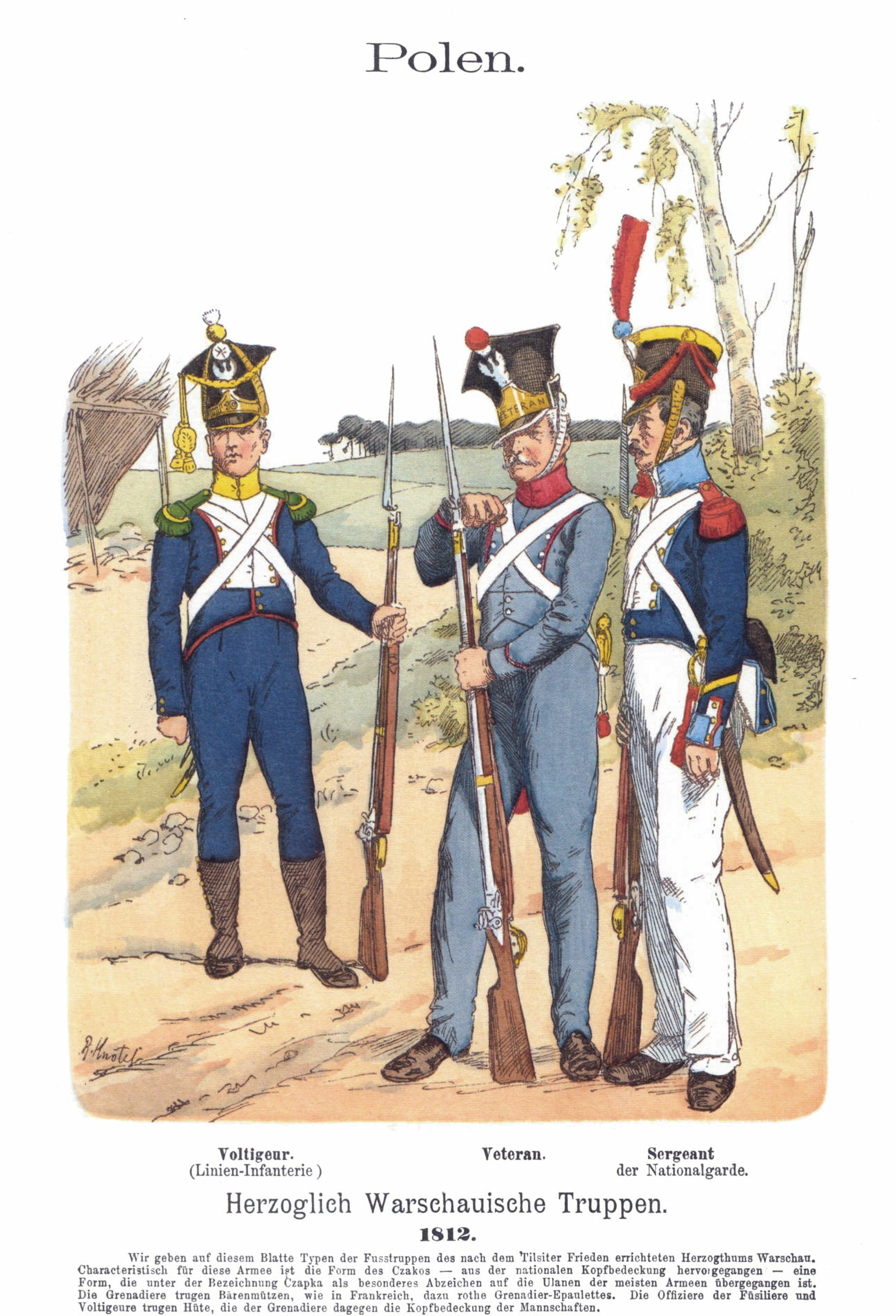
pierwszy od lewej - Wolteżer Ks.Warszawskiego

Umundurowanie wojsk Księstwa Warszawskiego oparte było na wzorach zaborców jak i wojsk napoleońskich i regulowały je 2 regulaminy z dnia 2 marca 1807 roku oraz z dnia 3 września 1810 roku. Pomimo istnienia tych regulaminów występowały odstępstwa związane z dostępnością materiałów i początkowo korzystano z umundurowania z pruskich magazynów. Woltyżerowie Księstwa Warszawskiego formowani byli na tych samych zasadach, co w armii francuskiej. Rekrut wnosił 2 koszule, płócienne spodnie (czechczery), buty i płachtę (podobne wymagania dla rekrutów ustalił Tadeusz Kościuszko już w czasie insurekcji kościuszkowskiej). Według regulaminu z dnia 2 marca 1807 roku woltyżerów wyróżniały przede wszystkim zielone epolety. W regulaminie z dnia 3 września 1810 roku, ujednolicającym umundurowanie, woltyżerowie wyróżniali się kołnierzami koloru żółtego bez wypustek i epoletami nicianymi koloru zielonego. Podobnie jak podoficerowie i grenadierzy uzbrojeni byli w tasaki (oprócz bagnetów, fizylierzy z broni białej tylko bagnety). Czapki polskie rogate, podobne jak u innych formacji, dodatkowo z podpinką mocowana guzem z wytłoczoną trąbką, nad białą kokardą pompon i kita żółta, zakończona na zielono. Dodatkowo symbol trąbki nosili na ładownicy, w przeciwieństwie do grenadierów, którzy oznakowani byli granatem, a fizylierzy numerem pułku. Kompanie wyborowe miały prawo noszenia zarostu na twarzy, fizylierzy musieli golić się na gładko.